# Vince Kenny
Vince Kenny (29 tháng 12 năm 1924 - 2006) là một cầu thủ bóng đá người Anh thi đấu ở vị trí hậu vệ biên.

## Sự nghiệp
Sinh ra ở Sheffield, Kenny thi đấu cho Atlas & Norfolk Works, Sheffield Wednesday và Carlisle United.